# Onthophagus numidicus
Onthophagus numidicus là một loài bọ cánh cứng trong họ Bọ hung (Scarabaeidae).